# Edgar Davis (Leichtathlet)
Edgar Davis (Edgar Brian Davis; * 2. September 1940 in Kimberley) ist ein ehemaliger südafrikanischer Sprinter, der sich auf den 400-Meter-Lauf spezialisiert hatte.
Bei den Olympischen Spielen 1960 in Rom wurde er Vierter in der 4-mal-400-Meter-Staffel und erreichte über 400 m das Viertelfinale.
Seine persönliche Bestzeit von 46,2 s stellte er 1962 auf.